# Alex Coombs
Howard Coombs är en brittisk kriminalromanförfattare, född 1961 i London. Coombs ger ut böcker under författarnamnet Alex Coombs men har tidigare också använt namnen Alex Howard och H.V Coombs.

## Uppväxt och utbildning
Coombs föddes i Londonförorten Lambeth, växte upp nära Beaconsfield i Buckinghamshire och gick i skola i Marlow. Han studerade senare arabiska och islamsk historia på Sankt Peters Collage i Oxford och på Edinburghs universitet. Coombs omskolade sig efter skoltiden till kock.

## Sysselsättningar
Efter en språklärarutbildning arbetade Coombs i engelska som andraspråk för British Council i Sudan, Abu Dhabi och i Kairo. Efter återkomsten till England fortsatte han som lärare fram till dess paret Coombs väntade sitt första barn. Howard valde då att bli hemmaman och tog hand om barnen.
En omskolningen till kock gav Coombs arbete som souschef på The Ivy House Hotel Chalfont i Amersham och som kock på Crown Hotel också Amersham.

## Författarskap
Det var Coombs erfarenheter som restauranganställd som ledde honom till att skriva sin första bok ‘The Stolen Child’. Boken blev den första i en serie på sju böcker (2022) om den kvinnliga poliskommissarien Hanlon. Böckerna gavs initialt ut av förlaget Head of Zeus och återutgav med nya titlar 2021 av förlaget Boldwood Books.
Fosterföräldrarnas starka familjekopplingar till Skottland och är väl bekant med Argyll de omkringliggande öarna. Den här delen av Skottland blev, tillsammans med Glasgow och Edinburgh (som hans fru kommer från), hemvist för romanfiguren Hamlons fortsatta öden som privatdetektiv.
Böckerna ges ut av förlaget Boldwood Books i London. Inga svenska översättningar finns än (2022). De engelska titlarna säljs av AdLibris och Bokus.
Boldwood Books

## Privatliv och intressen
Coombs bor i Winchmore Hill, i Amersham, är gift och har två vuxna barn. Coombs är intresserad av filosofi som han försöker få in i sitt författarskap.
Han pratar, enligt egen utsago, hyfsad franska och studerar såväl italienska som tyska på lediga stunder. Övriga intressen är bildkonst men också buddhism och analytisk psykologi också kallad jungiansk filosofi.